# الدوري التشيكوسلوفاكي 1961–62
الدوري التشيكوسلوفاكي 1961–62 هو الموسم 55 من الدوري التشيكوسلوفاكي ‏. أشرف على تنظيمه اتحاد جمهورية التشيك لكرة القدم، وكان عدد الأندية المشاركة فيه 14، وفاز فيه دوكلا براغ.